# Cadet
Cadet es el nombre de una clase internacional de embarcación a vela diseñada por Jack Holt en 1947, conocida coloquialmente en español como cadete. Su órgano rector es la International Cadet Class Association. Es el barco de dos tripulantes más popular entre los niños, y se utiliza en la formación de tripulaciones, como complemento al Optimist, en muchas escuelas de vela. Se trata de un barco muy seguro, que no suele llenar de agua la bañera cuando vuelca, facilitando la maniobra de adrizar la embarcación.
Se celebra un Campeonato Mundial de la clase anualmente desde 1950 (desde 1950 hasta 1966 inclusive se denominó "Semana Internacional de la Clase Cadete").